# Tschystopillja (Lwiw)
Tschystopillja (ukrainisch Чистопілля, bis 1992 ukrainisch Честопілля; russisch Чистополье, deutsch und polnisch bis 1939 Ehrenfeld, polnisch ab 11. Mai 1939 Kaczorówka) ist ein Dorf in der westukrainischen Oblast Lwiw mit etwa 20 Einwohnern.
Am 12. Juni 2020 wurde das Dorf ein Teil der neu gegründeten Stadtgemeinde Schowkwa im Rajon Lwiw, bis dahin gehörte es mit acht anderen Dörfern zur Landratsgemeinde Sibolky (Зіболки) im Rajon Schowkwa.

## Geschichte
1864 kauften die Güterhändler Peter Müller und sein Bruder Johann Müller 3.080 Acren im nördlichen Teil des Dorfs Blyschtschywody (Блищиводи, polnisch Błyszczywody). 15 mennonitischen Familien begründeten die neue Siedlung Ehrenfeld in einem Wald. Kurz danach bauten sie ein Gemeindehaus, obwohl die erste und einzige mennonitische Gemeinde in Galizien (Kiernica-Lemberg) erst im Jahr 1909 rechtlich organisiert wurde. 1882 wanderten 12 Familien nach Nordamerika (Minnesota und Kansas) aus.
Im Jahr 1900 hatte der Ortsteil Ehrenfeld der Gemeinde Błyszczywody 43 Häuser mit 266 Einwohnern, davon 173 ruthenischsprachige und griechisch-katholische, 91 polnischsprachige und römisch-katholische, 2 deutschsprachige und anderen Glaubens.
Nach dem Ende des Polnisch-Ukrainischen Kriegs 1919 kam Ehrenfeld zu Polen. Im Jahre 1921 hatte der Weiler Ehrenfeld 49 Häuser mit 234 Einwohnern, davon 152 Ruthenen (Ukrainer), 82 Polen, 162 Einwohner waren griechisch-katholischer, 61 römisch-katholischer Religion.
Im Jahr 1934 lebte dort nur eine mennonitische Familie.
Am 11. Mai 1939 wurde der deutschstämmige, jedoch bisher von der polnischen Verwaltung benutzte, Name Ehrenfeld auf Kaczorówka geändert.
Im Zweiten Weltkrieg gehörte der Ort zuerst zur Sowjetunion und ab 1941 zum Generalgouvernement, ab 1945 wieder zur Sowjetunion, heute zur Ukraine.
Nach dem Zweiten Weltkrieg wurde es zu Честопілля umbenannt, danach 1992 zu Чистопілля.